# Lunatic (gruppo musicale)
I Lunatic sono stati un duo hip hop francese di Boulogne-Billancourt. La formazione era composta da Booba e Ali, provenienti dal dipartimento di Hauts-de-Seine, nella periferia ovest di Parigi.
Dopo che i Lunatic si sciolsero nel 2003, entrambi i membri passarono alla carriera solista. Il loro Le Crime Paie venne prodotto da DJ Mars.

## Discografia

### Album
- 1996 - Sortis de l'ombre (inedito)
- 2000 - Mauvais oeil
- 2006 - Black album

### Singoli
- 1996 - Le crime paie
- 1997 - Les vrais savent